# Dramane Coulibaly
Dramane Coulibaly (ur. 18 marca 1979 w Bamako) – malijski piłkarz grający na pozycji napastnika.

## Kariera klubowa
Karierę piłkarską Coulibaly rozpoczął w klubie Centre Salif Keita. W 1997 roku zadebiutował w nim w malijskiej Première Division i grał w nim przez jeden sezon.
W 1998 roku Coulibaly został zawodnikiem Olympique Marsylia. Do 2000 roku występował w rezerwach tego klubu, a następnie awansował do kadry pierwszego zespołu. 6 lutego 2000 zadebiutował w Ligue 1 w przegranym 0:2 wyjazdowym meczu z FC Metz. W Olympique grał do 2001 roku.
Kolejnym klubem w karierze Malijczyka był drugoligowy Stade Lavallois. Zadebiutował w nim 28 lipca 2001 w przegranym 1:2 wyjazdowym spotkaniu z OGC Nice. W zespole Laval występował przez 3 sezony będąc jego podstawowym zawodnikiem. W sezonie 2004/2005 występował w trzecioligowym Nîmes Olympique.
W 2005 roku Coulibaly przeszedł do drugoligowca, FC Gueugnon. W nim swój debiut zanotował 29 lipca 2005 w meczu ze Stade Brestois 29 (0:0). Zawodnikiem Gueugnon był przez 2 lata. W 2007 roku przeszedł do Tours FC, z którym w 2008 roku awansował z trzeciej do drugiej ligi. Piłkarzem Tours był do końca sezonu 2008/2009.
W 2010 roku Coulibaly podpisał kontrakt z indonezyjskim klubem Pelita Jaya. W indonezyjskiej lidze zadebiutował 31 października 2010 w przerwanym meczu z Persema Malang.
| Sezon   | Klub                 | Kraj      | Rozgrywki            | Mecze | Bramki |
| ------- | -------------------- | --------- | -------------------- | ----- | ------ |
| 1997    | Centre Salif Keita   | Mali      | Première Division    | ?     | ?      |
| 1997/98 | Olympique Marsylia B | Francja   | CFA                  | 15    | 0      |
| 1998/99 | Olympique Marsylia B | Francja   | CFA                  | 18    | 5      |
| 1999/00 | Olympique Marsylia   | Francja   | Ligue 1              | 1     | 0      |
| 1999/00 | Olympique Marsylia B | Francja   | CFA                  | 28    | 6      |
| 2000/01 | Olympique Marsylia   | Francja   | Ligue 1              | 4     | 0      |
| 2001/02 | Stade Lavallois      | Francja   | Ligue 2              | 21    | 8      |
| 2002/03 | Stade Lavallois      | Francja   | Ligue 2              | 33    | 6      |
| 2003/04 | Stade Lavallois      | Francja   | Ligue 2              | 27    | 6      |
| 2004/05 | Nîmes Olympique      | Francja   | Championnat National | 13    | 5      |
| 2005/06 | FC Gueugnon          | Francja   | Ligue 2              | 21    | 2      |
| 2006/07 | FC Gueugnon          | Francja   | Ligue 2              | 12    | 3      |
| 2007/08 | Tours FC             | Francja   | Championnat National | 13    | 1      |
| 2008/09 | Tours FC             | Francja   | Ligue 2              | 0     | 0      |
| 2010/11 | Pelita Jaya          | Indonezja | Liga Indonesia       | 11    | 1      |

## Kariera reprezentacyjna
W reprezentacji Mali zadebiutował w 1998 roku. W 2002 roku został powołany do kadry na Puchar Narodów Afryki 2002. Na nim wystąpił w jednym meczu, z Republiką Południowej Afryki (2:0), w którym strzelił gola. Z Mali zajął 4. miejsce w tym turnieju.